# Christian Okonek

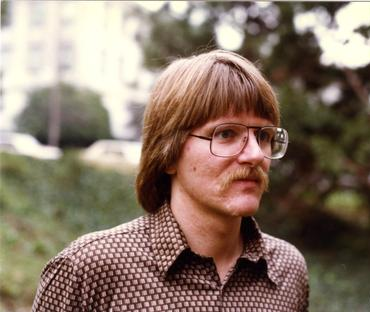
Christian Okonek, Berkeley 1981

Christian Okonek (* 1952 in Göttingen) ist ein deutscher Mathematiker, der sich mit algebraischer und komplexer Geometrie befasst. Er ist Hochschullehrer an der Universität Zürich.

## Leben
Okonek studierte 1973 bis 1978 Mathematik an der Universität Göttingen und wurde dort 1980 bei Tammo tom Dieck promoviert (Algebraische Untersuchungen zu äquivarianten unitären Kobordismentheorie) und habilitierte sich 1982. Er war als Heisenberg-Stipendiat zu Forschungsaufenthalten an der University of California, Berkeley, am Mittag-Leffler-Institut und am Max-Planck-Institut für Mathematik in Bonn. 1989 bis 1992 war er Professor an der Universität Bonn und danach ordentlicher Professor an der Universität Zürich.
Er befasst sich insbesondere mit Vektorbündeln auf algebraischen Flächen und komplexen projektiven Varietäten und deren Topologie. Darunter auch Fragen der Existenz verschiedener differenzierbarer Strukturen und Anwendungen der Mathematik von Eichtheorien (Instantonen, Donaldson-, Floer und Seiberg/Witten Invariante u. a.) auf algebraische Flächen. Nachdem Simon Donaldson mit {\displaystyle \mathbb {P} ^{2}\#9\cdot {\bar {\mathbb {P} }}^{2}} ein Beispiel einer 4-Mannigfaltigkeit mit zwei differenzierbaren Strukturen gegeben hatte, zeigten Okonek und van de Ven (und unabhängig John Morgan und Robert Friedman), dass es unendlich viele differenzierbare Strukturen auf diesem Raum gibt.
Zu seinen Doktoranden gehören die Professoren Andrei Teleman, Alexander H. W. Schmitt und Manfred Lehn.

## Schriften (Auswahl)
- mit Michael Schneider, Heinz Spindler: Vector bundles on complex projective space, Birkhäuser 1980, Neuauflage 2011 (mit Appendix von S I. Gelfand)
- Barth-Lefschetz theorems for singular spaces, J. Reine Angew. Math., Band 374, 1987, S. 24–38
- mit Antonius van de Ven: Stable bundles and differentiable structures on certain elliptic surfaces, Inventiones Mathematicae, Band 86, 1986, S. 357–370
- mit Antonius van de Ven: Stable bundles, instantons and {\displaystyle C^{\infty }}-structures on algebraic surfaces, in: Several complex variables VI, Encyclopedia of Mathematical Sciences, Springer, 1990
- Instanton invariants and algebraic surfaces, in; Geometric topology: recent developments (Montecacini Terme 1990), Lecture notes in mathematics 1504, Springer 1991, S. 138–186
- mit Wolfgang Ebeling: Donaldson invariants, monodromy and singularities, Intern. J. Math., Band 1, 1990, S. 233–250
- mit W. Ebeling: On the diffeomorphism groups of certain algebraic surfaces, L’Enseignement Mathematique, Band 37, 1991, S. 249–262
- Donaldson-Floer invariants and singularities, in: Geometry of complex projective Varieties (Cetraro 1990), Seminar Conf. 9, Mediterranean, Rende 1993, S. 203–217
- Die vierte Dimension, Elemente der Mathematik, Band 50, 1995, S. 107–115[5]
- mit A. Teleman: Quaternionic monopoles, Comm. Math. Phys., Band 180, 1996, S. 363–388
- mit A. Teleman: Recent developments in Seiberg-Witten theory and complex geometry, in: Several complex variables (Berkeley 1995–1996), MSRI Publ. 37, Cambridge UP 1999
- mit A. Teleman: Gauge theoretic equivariant Gromov-Witten invariants and the full Seiberg-Witten invariants of ruled surfaces, Comm. Math. Phys., Band 227, 2002, S. 551–585